# 더 줄리 루인
더 줄리 루인(The Julie Ruin)은 미국의 밴드이다.